# Nguyễn Văn Bính (chính khách)
Nguyễn Văn Bính (sinh 1952) là đại biểu Quốc hội Việt Nam khóa 12, thuộc đoàn đại biểu Cao Bằng.